# Caso Carrasco
El Caso Carrasco fue un proceso judicial llevado a cabo para esclarecer la muerte de Omar Carrasco, asesinado en 1994 mientras cumplía con el servicio militar obligatorio en la guarnición militar de Zapala, provincia de Neuquén, Argentina.
La historia oficial dice que su muerte se produjo apenas tres días después de su ingreso como consecuencia de un hemotórax producto de una golpiza que le dieron dos conscriptos durante un «baile», el eufemismo de la jerga militar que alude al castigo físico. Según esa misma historia oficial, la orden habría sido dada por un subteniente.
El hecho en sí y los conflictos generados por el mismo tuvieron repercusión a nivel sociopolítico en la Argentina y es considerado uno de los motivos por los cuales se suspendió la ley N.º 3948 que establecía el servicio militar obligatorio en Argentina. Si bien hubo intentos de reinstalarlo, la mala imagen que quedó luego de este caso genera aún roces en esa discusión.

## Omar Octavio Carrasco
Omar Octavio Carrasco (Cutral-Có, provincia del Neuquén, 5 de enero de 1974 - Zapala, provincia del Neuquén, 6 de marzo de 1994) fue un joven argentino que al cumplir los 20 años fue convocado para realizar el servicio militar y asignado al Grupo de Artillería 161, de la localidad de Zapala. Se incorporó al regimiento el 3 de marzo de 1994 y desapareció tres días después. Tras ser notificados, sus padres realizaron la denuncia y, un mes después, el cadáver de Omar Carrasco fue hallado oculto en las instalaciones del regimiento.

## Cronología

### Desaparición
Tras salir sorteado para realizar el servicio militar obligatorio, Carrasco se incorporó el 3 de marzo de 1994 al Grupo de Artillería 161 del Ejército Argentino, en la localidad de Zapala.
Tres días después de su incorporación fue reportado como desaparecido, y considerado desertor. Poco después sus padres lo fueron a visitar en su primer franco interno y se les comunicó del hecho de la supuesta desaparición.

### Aparición del cuerpo sin vida
Sus padres desconfiaron de la versión oficial pues conocían el carácter de Omar, quien sería apenas sumiso: jamás haría eso. Ninguna instancia militar les dio respuestas. El diario Río Negro publicó que los padres lo buscaban con desesperación. La justicia Federal de Zapala demoraba peligrosamente la investigación, comprometiéndola. La opinión pública comenzó a movilizarse y ejercer presión. Un mes después fue encontrado el cuerpo sin vida de Omar, en el fondo del cuartel.

### Proceso judicial
La entomóloga forense, investigadora del CONICET y doctora en Ciencias Biológicas, Adriana Oliva, participó en la segunda autopsia. Sus aportes permitieron establecer que el cuerpo del joven, que fue hallado en medio del campo, en realidad había estado escondido en el cuartel más de 20 días y luego fue trasladado, justo antes de reportar su aparición. Esta información fue fundamental en el esclarecimiento del hecho.
La Justicia Federal no investigó y con ello permitió que el Ejército se adueñara de su investigación. En esa investigación clandestina, fueron señalados sin pruebas los responsables de la compañía de Omar a la fecha de su desaparición y la justicia federal la asumió como propia, arrastrando con ello el vicio de origen.
Un año y medio después de que terminara ese controvertido y sospechado proceso, los condenaron en un juicio oral que profundizó el escepticismo entre la opinión pública, pues en él se ventilaron numerosas irregularidades en la obtención de los indicios que se usaron para llegar a las condenas, pues tampoco se encontraron pruebas. No hubo huellas, ni rastros biológicos ni ninguna otra evidencia científica que apuntara a Suárez, Salazar y Canevaro como autores del crimen. Obligados a demostrar su inocencia, cuando era el mismo proceso quien debía demostrar su supuesta culpabilidad, la defensa de los acusados ofreció pruebas radicales (hipnosis, polígrafo, suero de la verdad) pero el Tribunal Oral denegó el pedido argumentando que esas medidas iban en contra del derecho de defensa. Las condenas al subteniente Canevaro a 15 años de prisión y dos soldados, Suárez y Salazar, a 10 años calmaron el clamor que exigía juicio y castigo a los culpables, pero dejaron un sabor amargo porque no se pudieron corroborar las acusaciones.
En las investigaciones que se siguieron por los encubrimientos, desarrolladas en el caso Carrasco II, se descubrieron pruebas que chocaban con las sentencias que condenaron a los tres acusados. La historia oficial que los condenó, y que había aventurado que Carrasco había muerto por un hemotórax con fuerte pérdida interna de sangre producida por la pinchadura de un pulmón con una costilla quebrada, que había sufrido un fuerte golpe en el ojo y que había sobrevivido tan solo 30 minutos, estaba bajo la lupa.
Entre las pruebas más importantes figura el ignorado Informe Brailovsky, una pericia solicitada por la fiscalía que llevó el nombre del perito de la Policía Federal que la llevó a cabo. En el extenso informe se asegura que los autores de la muerte de Carrasco son los médicos militares que le proporcionaron una atención médica clandestina y con error de diagnóstico y no los tres condenados en el juicio. Así la llamada historia oficial perdió credibilidad y el caso se sumió en la duda sobre si se habían condenado personas inocentes, ya que el Dr Brailovsky en sus conclusiones afirmó: Las opiniones de los Sres. forenses han demostrado ser certidumbres subjetivas, tan meramente subjetivas que terminaron siendo aserciones dogmáticas individuales de tono corporativo pero sin razones o fundamentos válidos, componiendo hechos a partir de situaciones imaginarias, pues O. CARRASCO no tenía fracturas, ni tenía heridas en el ojo, el volumen del hemotórax no era de 1.500 cc., ni pudo haberse muerto en 30 minutos, excepto de que haya sido también atropellado por un auto o le haya explotado una granada en la cavidad torácica.
El que luego habría de ser segundo jefe de Medicina Legal de la Policía Federal Argentina, dio los nombres de los médicos a quienes él les atribuía la autoría de la muerte del soldado: El capitán médico Jorge Corvalán, jefe de traumatología del hospital del cuartel, el cardiólogo civil Norberto Kurchan, y tres subtenientes enfermeras, Viviana Antonia González, Patricia Troncoso y Claudia Peralta, además de la sargento Mabel Villalba de Verón.
Según esa pericia, realizada con nuevos elementos que no estuvieron disponibles para los peritos del Cuerpo Médico Forense al momento del juicio por el asesinato, entre los sospechosos también está el teniente primero médico neurólogo Daniel Temi. En las conclusiones elevadas al juez, se sugieren una cantidad de medidas de prueba a investigar, pero en vez de intensificar las pesquisas se dejó caer el caso en el olvido, hasta su prescripción. Con ello se perdió la oportunidad de ratificar o rectificar las condenas y se profundizó la sensación de injusticia.
El objeto de la suspicacia general fue que, aunque era evidente que Carrasco había sido golpeado, el hecho de que su agonía y muerte haya sucedido en un hospital militar, más el de haber estado oculto un mes en las instalaciones castrenses, señalaba una intervención de personal de mayor jerarquía que la de los acusados, mientras que los tres condenados eran de la menor jerarquía existente, los conscriptos Cristian Suárez, Víctor Salazar y el subteniente Ignacio Canevaro.
Para aumentar las suspicacias sobre la "historia oficial" y la cadena de encubrimientos, la Justicia analizó una eventual defraudación en el Batallón de Ingenieros de Montaña 6; a cargo del entonces Teniente Coronel (hoy General) Carlos Artuso vinculada con el caso del soldado asesinado. Según la investigación judicial,  las defraudaciones direccionadas por el Comandante de la Brigada General Luis Pacífico Britos y por el Teniente Coronel Artuso estarían vinculadas con una suerte de financiación para el sargento Carlos Sánchez, el sospechoso testigo clave que, tras ocho declaraciones anodinas, en la novena acusó del homicidio del conscripto al subteniente Ignacio Canevaro y a los ex soldados Cristian Suárez y Víctor Salazar. La presunta defraudación se refería al servicio a municipios neuquinos y entidades privadas prestado por máquinas y elementos de Ingenieros, cuyo pago no habría ingresado en las arcas castrenses.El abogado del Jefe Artuso, el Mayor Auditor Jorge Humberto Appiani (hoy condenado por lesa humanidad) planteó cuestión de competencia para que el hecho fuera investigado por la Justicia Militar. El juez federal de Neuquén, Guillermo Labate rechazó el planteo, pero la Cámara Federal de Gral Roca declaró la incompetencia y remitió la causa a la justicia militar, donde archivaron las actuaciones  (LA NACION 23 de junio de 1997 "Carrasco: investigan presuntos delitos en la brigada neuquina")
En junio de 2005, la Justicia Federal de Neuquén sobreseyó a siete militares procesados por encubrir la muerte, debido a la prescripción de la causa.
En agosto de 2007, la Sala II de la Cámara de Casación Penal, revocó el fallo anterior pero en los hechos no tuvo gravitación. El Caso Carrasco estaba cerrado.
En noviembre de 2000, salieron en libertad los dos soldados, y en febrero de 2009, el último de los acusados terminó de cumplir su condena; los tres insisten en su inocencia.
Si bien los condenados en juicio cumplieron la sentencia, cada vez más se cimienta la certeza que tanto Suárez como Salazar y Canevaro han sido condenados siendo inocentes y que los culpables jamás serán enjuiciados.

## Consecuencias políticas
Una semana después de la aparición del cadáver, en los círculos políticos ya se hablaba de la derogación del Servicio Militar Obligatorio y tiempo después fue suspendido, mediante un decreto firmado por el entonces Presidente de la Nación Argentina, Carlos Saúl Menem el 31 de agosto de 1994 y la implementación de un sistema de voluntariado rentado.

## Mediatización
El ciclo de unitarios Sin condena, emitido por Canal 9, puso al aire en uno de sus episodios el caso de Daniel Palacio, ocurrido en 1983. Protagonizado por Diego Francés, Martín Gianola y Liliana Lavalle. El caso presentaba algunas similitudes con el Caso Carrasco, fue por ello que antes de la emisión de dicho episodio, Canal 9 recibió amenazas. Previo a la transmisión del programa Alejandro Romay aclaró que no había relación entre un caso y otro.
El cine también se inspiró en el caso para realizar una versión de la historia con Bajo bandera, película de 1997 basada en parte en lo ocurrido a Carrasco.